# U-346
Unterseeboot 346 foi um submarino alemão do Tipo VIIC, pertencente a Kriegsmarine que atuou durante a Segunda Guerra Mundial.

## Comandantes
| Comandante         | Data                                        |
| ------------------ | ------------------------------------------- |
| Oblt. Arno Leisten | 7 de junho de 1943 - 20 de setembro de 1943 |

## Subordinação
Durante o seu tempo de serviço, esteve subordinado às seguintes flotilhas:
| Período                                     | Flotilha                                |
| ------------------------------------------- | --------------------------------------- |
| 7 de junho de 1943 - 20 de setembro de 1943 | 8. Unterseebootsflottille (treinamento) |